# Sutjeska
Pour les articles homonymes, voir Sutjeska (homonymie).

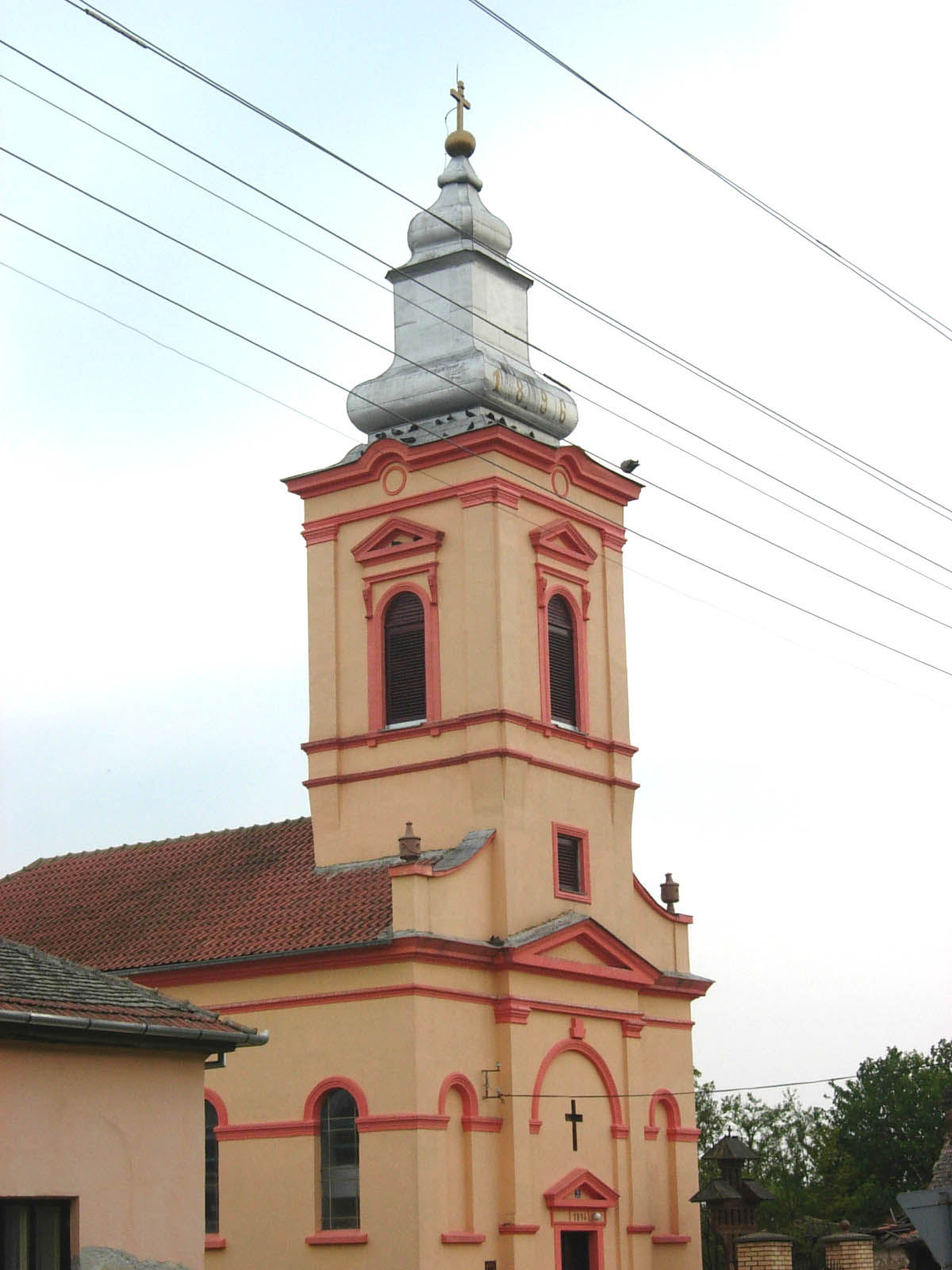
L'église orthodoxe roumaine de Sutjeska

Sutjeska (en serbe cyrillique : Сутјеска ; en roumain : Sărcia ; en hongrois : Szárcsa) est une localité de Serbie située dans la province autonome de Voïvodine. Elle fait partie de la municipalité de Sečanj dans le district du Banat central. Au recensement de 2011, elle comptait 1 477 habitants.
Sutjeska est officiellement classée parmi les villages de Serbie. 

## Démographie

### Évolution historique de la population
| 1948  | 1953  | 1961  | 1971  | 1981  | 1991  | 2002  | 2011  |
| ----- | ----- | ----- | ----- | ----- | ----- | ----- | ----- |
| 2 635 | 2 678 | 2 719 | 2 421 | 2 116 | 1 976 | 1 737 | 1 477 |

|  |